# 鬥茶

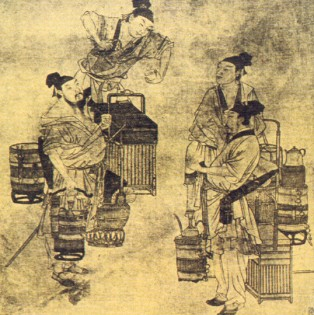
斗茶图（元朝赵孟頫）

斗茶，唐代称茗战，是源自中国以比赛的形式品评茶质优劣的一种风俗，伴随着中唐贡茶制度的确立而出现，盛行于宋代。斗茶基于点茶法，以杯面的汤花、色泽和水痕出现的时间早晚为评判标准。优胜的茶会作为贡茶上供天子饮用，而较次的茶也按成绩决定价格。
隨著點茶法的傳播，鬥茶也傳播至日本，並在當地發展出獨特的形式。

## 历史
鬥茶的源头可溯至唐代，白居易在《夜闻贾常州崔湖州茶山境会想羡欢宴因寄此诗》寫道：“遥闻境会茶山夜，珠翠歌钟俱绕身。盘下中分两州界，灯前合作一家春。青娥递舞应争妙，紫笋齐尝各斗新。自叹花时北窗下，蒲黄酒对病眠人。”记载了当时造茶鬥茶的情景。
鬥茶是士大夫之間誇耀自身的一種方式，具有社交娛樂性質。唐朝常州（今江蘇武進）與湖州（今浙江吳興）是主要貢茶區，兩州太守會互相比較新製茶葉的良莠，然而相關文獻中並未使用「鬥茶」一詞。「鬥茶」一詞最早出現在唐人馮贅的《記事珠》，指建安人喜愛鬥茶這項活動，而詳細內容則是一直到蔡襄的《茶錄》中，才指出建安人的鬥茶便是點茶技藝比賽，勝負以茶色、水痕為評判標準。

## 中國的鬥茶

### 評判
茶的評比比賽很早就開始，而評比的標準也隨著時代不同有所變動，例如胡舜陟說：
五代時，鄭遨茶詩云:「嫩芽香且靈，吾謂艸中英。夜臼和煙搗，寒爐對雪 烹。維憂碧粉散，常見綠花生。最是堪珎重，能令睡思清。」范文正公詩 云:「黃金碾畔綠塵飛，碧玉甌中翠濤起。」茶色以白爲貴，二公皆以碧綠 言之，何邪?
或北宋范仲淹〈和章岷從事鬥茶歌〉 ：
年年春自東南來，建溪先暖冰微開。溪邊奇茗冠天下，武夷仙人從古栽。 新雷昨夜發何處，家家嬉笑穿雲去。露牙錯落一番榮，綴玉含珠散嘉樹。 終朝採掇未盈襜，唯求精粹不敢貪。研膏焙乳有雅製，方中圭兮圓中蟾。 北苑將期獻天子，林下雄豪先鬥美。鼎磨雲外首山銅，瓶攜江上中泠水。 黃金碾畔綠塵飛，碧玉甌中翠濤起。鬥餘味兮輕醍醐，鬥余香兮薄蘭芷。
都能反映當時茶色以碧綠為貴的文化背景。在范仲淹〈和章岷從事鬥茶歌〉之後所出的茶書著作—劉异《北苑拾遺》中也並未強調茶色貴白，因此可以發現在《茶錄》之前，宮廷所用的貢茶或民間的食茶皆是以碧綠為佳。
而我們熟知的茶色以白為貴大約是起源自仁宗慶曆年間，在《茶錄》出版後，因為蔡襄在茶領域的權威性，《茶錄》中建安的點茶方式受到重視，並傳遍全國，
民間也開始風行白茶。但蔡襄在主持貢茶期間並未上供白茶，顯示《茶錄》中的「茶色貴白」是相對用語，茶葉仍是帶有微綠，只是愈白愈佳。將「白茶為貴」這樣的想法推到高峰的是宋徽宗，他提出新的鬥色標準，「以純白為上真，清白為次，灰白次之，黃白又次之」，也因此建安的點茶理論傳播至全國。然而白茶滋味淡薄，宋子安曾指民間食茶以柑葉茶為上品，南宋陳鵠《耆舊續聞》也認為無論茶葉是白色或碧綠都可以是好茶，而在建炎南渡後，茶品的優劣逐漸回歸以嗅覺和味覺決定。
斗茶时双方各取茶末杯盏，以点茶之法冲泡。先将一点茶末洒在杯底，加入少许沸水，均匀搅动，使得茶成为膏糊状，称为“调膏”。然后继续注入沸水，称为“点汤”。点汤的同时，要用茶筅适度地击打、拂动茶汤，让茶汤泛起汤花。最后得到的茶汤应该泛着乳白色的汤花。茶和汤水的比例要适当；点汤时一定要均匀注水，收尾利落，否则汤花会不匀。
评判时主要看汤色、汤花和茶味。
汤色即茶水的颜色，以纯白为上。其次分别为青白、灰白和黄白色。纯白色表明茶质鲜嫩，蒸时火候恰到好处；偏青色表明蒸的时候火候不足；泛灰色是火候太老；泛黄色则是因为采制不及时；而色泛红是因为烘焙火候过了头。
汤花是指汤面泛起的泡沫。决定汤花的优劣也有二条标准：首先是汤花的色泽，以鲜白为上；其次是汤花泛起后，水痕出现的早晚。如果茶末研碾细腻，点汤、击拂恰到好处，汤花匀细，就可以紧咬盏沿，久聚不散，被称为“咬盏”。反之，如果汤花泛起，不能咬盏，就会很快散开。汤花一散，汤与盏相接的地方就露出“水痕”。水痕出现早者为负，晚者为胜，因此斗茶的胜负以“水”来计算，输一次为“一水”，两次为“两水”，依此类推。

## 日本的鬥茶
日本在鎌倉時代從中國唐朝傳入點茶法，同時也傳入鬥茶。當時日本本土種植的茶樹茶葉品質參差，以京都栂尾地區出產的栂尾茶品質最好，稱為「本茶」，其他地區出產的茶葉則稱為「非茶」。這時流行斗茶形式是猜茶，主要是评判谁能从众多茶样中品出何種是「本茶」。後來宇治茶品質提升，於是與栂尾茶並列為「本茶」。後來鬥茶方式變得複雜，在南北朝時代至室町時代初期是鬥茶的全盛時期，有「四種十服茶」、「百服茶」、「二種四服茶」、「四季茶」、「釣茶」、「六色茶」、「系図茶」、「源氏茶」等鬥茶方式。東山文化興起之後，鬥茶開始在貴族階層衰落，轉為歌舞伎演員的玩意，稱為歌舞伎茶。另外還有群馬縣吾妻郡中之条町的御茶講，是白久保天滿宮祭事中一種以鬥茶來占卜豐收或失收的神事。